# Jezioro Długie (gmina Płaska)
Jezioro Długie (biał. Длуге) – jezioro położone w gminie Płaska, w powiecie augustowskim, w woj. podlaskim oraz w rejonie grodzieńskim na Białorusi.
Przez jezioro przebiega granica polsko-białoruska. Po polskiej stronie leży tylko niewielki, zachodni fragment akwenu. Jezioro ma kształt mocno wydłużony z północnego wschodu na południowy zachód. Wszystkie brzegi porośnięte są lasem. Najbliższa wieś - Muły – położona jest ok. 1,5 km na zachód. W odległości ok. 0,5 km na północny zachód leży jezioro Szlamy.